# Celebrita
Jako celebrita nebo osobnost je označován člověk, který ve společnosti dosáhl vysokého uznání, ohlasu nebo povědomí. Obecně vzato je celebritou ten, kdo strhává pozornost médií. Měřítkem přitom nemusejí být jeho zásluhy, ale toliko zájem veřejnosti se o těchto lidech více dozvědět.

## Etymologie
Původně latinské (celebrate – oslavovat). Ve francouzštině célèbre – slavný atd. Do češtiny přešlo z anglického celebrity (nebo zkráceně jen celeb), které má základ ve slovesu celebrate – oslavovat.

## Geneze celebrit

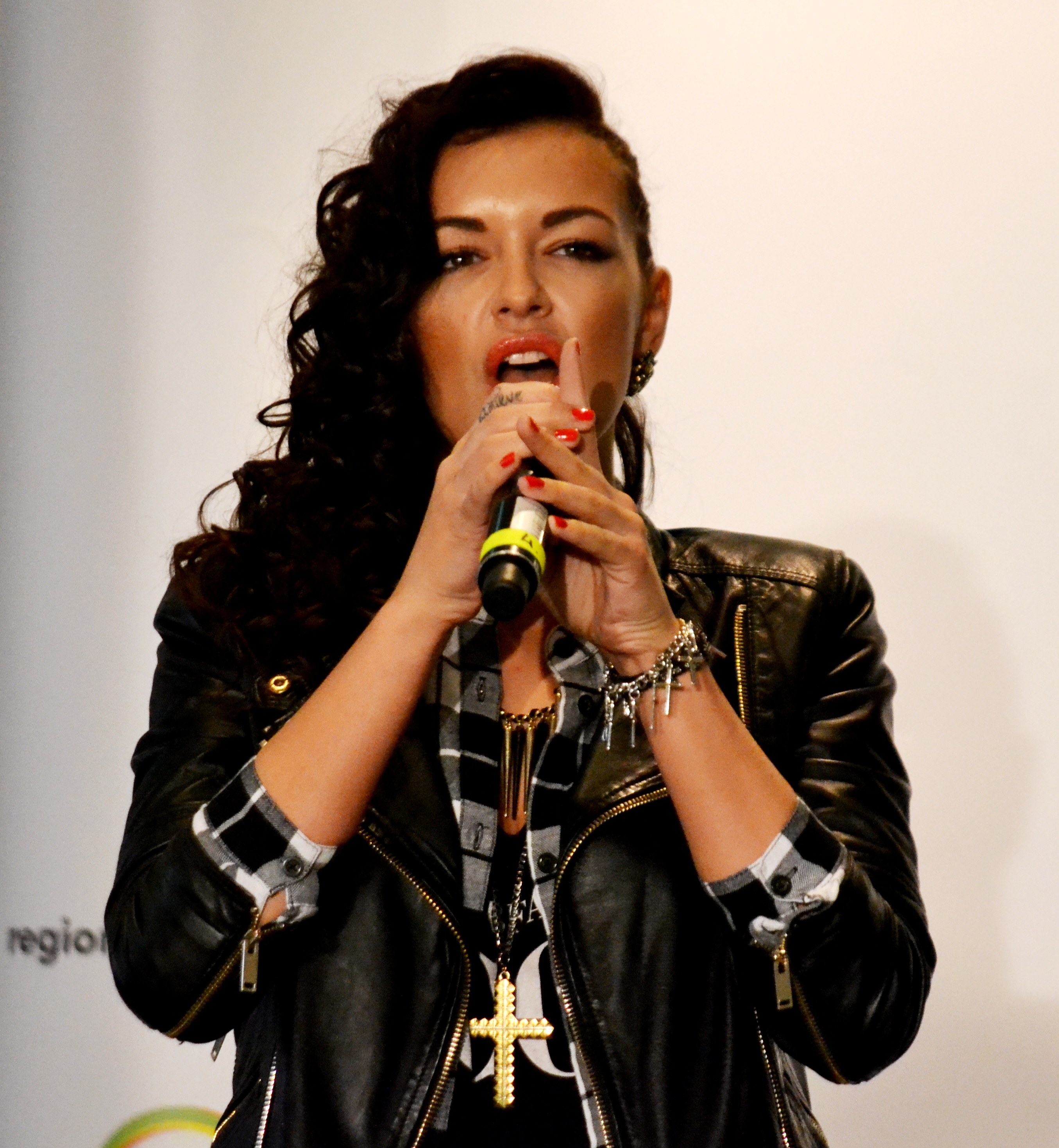
Jitka Boho, česká lokální celebrita

Je řada způsobů, jak se člověk může stát celebritou: vyniknutím ve své profesi, dlouhodobým úsilím a celoživotním mistrovstvím ve svém oboru, získáním nějakého elitního ocenění, získání nějaké prestižní ceny, sportovním úspěchem, překonáním nějakého rekordu, nějakým neobvyklým (např. hrdinským) činem, ale též skandálem, z titulu své vysoce exponované funkce, nebo prostě velkým výskytem v masových médiích.
Existují profese, které produkují větší počet celebrit než profese jiné. Mezi ně patří například filmoví a televizní herci, pornoherci, konferenciéři televizních a radiových show, moderátoři a komentátoři zpráv v celostátních televizích, politici na státní a mezinárodní úrovni, výkonní ředitelé klíčových státních úřadů, orgánů nebo nadnárodních firem, hudebníci objevující se v žebříčcích hitparád, modelky, úspěšní atleti či sportovní reprezentanti.
Celebritami se mohou stát i lidé zajímaví širokým rozsahem své činnosti, kombinující více profesí. Lze si všimnout i toho, že většina výše zmíněných profesí je nějakým způsobem spojena s masovými médii. Dá se říci, že lidé usilující o získání nebo upevnění svého statusu celebrity a média, prodávající obsah zaměřený na ně, se v určité kladné zpětné vazbě navzájem podporují. V západních médiích vznikl dokonce termín „famous for being famous“ (slavný, protože je slavný) pejorativně označující lidi kalkulující s efektem svého statusu celebrity. Do velké míry platí i úsloví „kdo není v televizi ten jako by nebyl“ všímající si toho, jak silně si veřejnost asociuje lidi s jejich výskytem na obrazovce, a tak se například v oblasti filmu, divadla a televizní tvorby mnohem více mluví o hlavních a vedlejších hercích než režisérech a scenáristech.
Dále je několik faktorů, který jedince úspěšné ve výše jmenovaných profesích dokáží povýšit do statusu celebrity: charakter jeho osobnosti (většinou to je určitá forma extroverze), významný úspěch, milník v jejich kariéře, drobná úchylka či extravagance, velká událost v jejich osobním a partnerském životě, ale též velmi negativní událost – skandál, zločin (např. střet zájmů nebo korupce u veřejných činitelů), společensky nepřijatelný čin (nevěra).

## Označení
Existuje ještě několik alternativ:

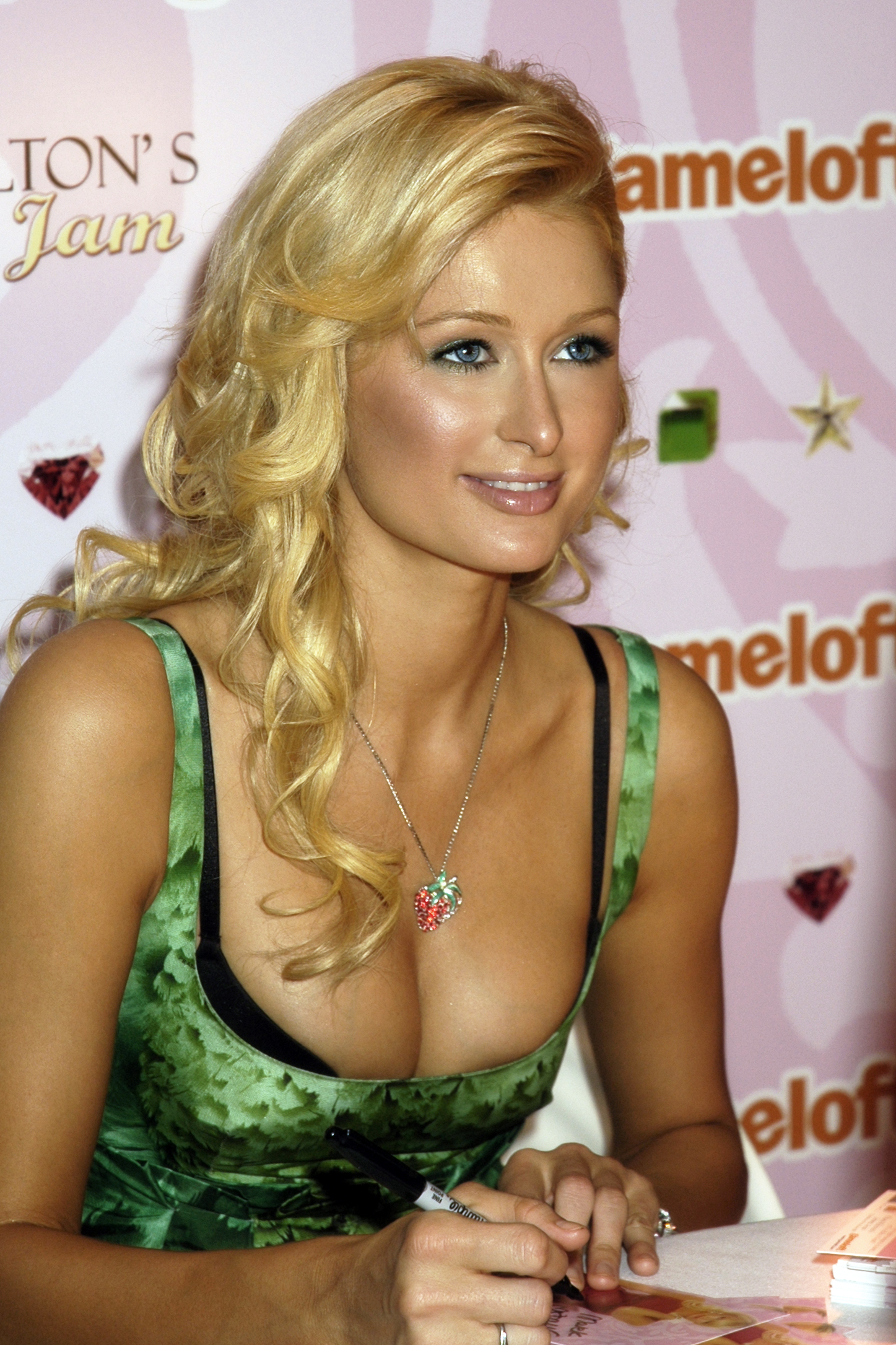
Paris Hilton, americká celebrita, která se nestala slavnou díky talentu, ale jako bohatá dědička a pro kontroverzní životní styl.

- místní (lokální) celebrita – celebrita s lokální působností a povědomím, v kontrastu s (globální) celebritou
- instantní celebrita – člověk, který svou slávu získal velmi rychle a většinou na základě jediné události. Instantní „hvězdičky“ často zažívají svých „15 minut slávy“ (slovní spojení poprvé použité Andy Warholem), kdy zhasnou stejně rychle, jako zazářily.
- celebrita II. řádu, béčková celebrita – člověk, u kterého je ochota médií o něm informovat marginální, popřípadě o něm informují jen ve spojení s jinou („prvořadou“) celebritou (ke které má často nějaký vztah, např. je to její choť, příbuzný nebo partner, z čehož někdy vyplývá, že část slávy je indukována i na něj). Někdy se pro tyto lidi používá i (pro někoho hanlivý) výraz polobrita.

## Zaměření na celebrity
V angličtině je zavedený termín celebrity gossip, česky přibližně pomluvy o celebritách, v prosté mluvě však převládá jedno slovo – drby. Existuje celá podoblast médií (tištěných, zvukových, audiovizuálních), které se na celebrity gossip specializují. V Česku se začaly objevovat až v 90. letech ve formě společenských magazínů a tabloidů zaměřených na infotainment a „junk food news“. Ve společenských časopisech se mohou články o celebritách objevovat v jejich společenské rubrice, sloupcích (někdy bezskrupulózně označených jako 'drby') nebo ve formě rozhovorů se samotnými celebritami. V oblasti sběratelství existuje obor, který se věnuje sbírání podpisů (autogramů) slavných osobností, které mohou být na fotografiích, reklamních předmětech, knihách či kartičkách, kdy sběratele v Česku a na Slovensku sdružuje Klub sběratelů autogramů. V posledních několika letech vzniklo i pár pořadů, specializovaných na celebrity, vysílaných v televizi na nejmenovaném komerčním programu. Zájem o celebrity může přerůstat až v posedlost, sláva konkrétních celebrit může ze strany fanoušků a médií přerůst v pronásledování paparazzi, stalking, kult. Rozsah a dosah médií zprostředkovávající veřejnosti celebrity do velké míry určuje jejich velikost. Příchod internetových magazínů, sociálních sítí a serverů jako YouTube a dalších umocnil jak amplitudu slávy jednotlivých celebrit, ale například i rychlost, s kterou se rozzáří nebo zhasnou, stejně jako četnost objevů instantních celebrit (například souběžně s určitým memem).